# Systole stidiana
Systole stidiana is een vliesvleugelig insect uit de familie Eurytomidae. De wetenschappelijke naam is voor het eerst geldig gepubliceerd in 1964 door Erdös.